# Незабудька горобейниколиста
Незабудька горобейниколиста (Myosotis lithospermifolia) — вид квіткових рослин родини шорстколистих (Boraginaceae).

## Біоморфологічна характеристика
Це багаторічна рослина 10–25 см заввишки, сіра від густого запушення. Стеблів багато, до 8–10. Середні стеблові листки до 2.5 мм завширшки. Суцвіття при плодах подовжене, досягає 10–12 см завдовжки. Чашечка 3–4 мм завдовжки. Віночок яскраво-блакитний, 6 мм у діаметрі.

## Поширення
Іран, Ірак, Крим, Ліван, Сирія, Північний Кавказ, Вірменія, Грузія, Туреччина (у т. ч. європейська).
В Україні вид зростає на гірських луках — у Криму на яйлах, але іноді опускається до верхньої межі лісового поясу, нерідко.